# Cédric Robert
Cédric Robert, né le 17 mars 1973 à Saint-Étienne, est un pilote de rallye français. Pilote officiel Peugeot Sport, notamment en Championnat du monde des rallyes, entre 1999 et 2004, il se consacre ensuite au Championnat de France.

## Biographie
Il suit les traces de son père en étant son copilote dès l'âge de 16 ans avant de prendre lui-même le volant une fois le permis de conduire obtenu. Après quelques saisons sur l'obsolète Simca 1000 Rally2, il passe à l'échelon supérieur en formule de promotion, tout d'abord au Troféo Fiat Cinquecento Sporting qu'il remporte en 1996. De Fiat, Cédric Robert passe à Peugeot avec le Volant Peugeot 106 Rallye qu'il remporte en 1998. Ce succès lui ouvre les portes pour devenir pilote officiel Peugeot en Championnat de France des rallyes avec différents modèles de la marque (Peugeot 306 S16 Groupe N, Peugeot 106 Maxi, etc.).
En 2001, la carrière de Cédric Robert est plus internationale puisqu'il participe au nouveau championnat JWRC avec la Peugeot 206 S1600. Cette saison est infructueuse car malgré des chronos convaincants, il ne voit que peu de fois l'arrivée, faute d'une auto fiable. Cédric Robert retourne en Championnat de France où il termine vice-champion en Super 1600 avec deux victoires. Il fait aussi deux tentatives convaincantes avec la Peugeot 206 WRC dans le cadre du championnat asphalte. Cela amène Peugeot à lui confier une WRC pour le Rallye Sanremo où il termine à une 7e place.
L'année suivante, il confirme ses prestations en mondial sur les cinq manches asphaltes et terminant 6e au Rallye automobile Monte-Carlo. Il finit parallèlement 3e du Championnat de France des rallyes 2003 en Super 1600. En 2004, Cédric Robert est pilote officiel à deux reprises en championnat du monde avec la nouvelle Peugeot 307 WRC en remplacement du belge Freddy Loix. Après une prise en main au Rallye d'Allemagne, il est contraint à l'abandon au Tour de Corse.

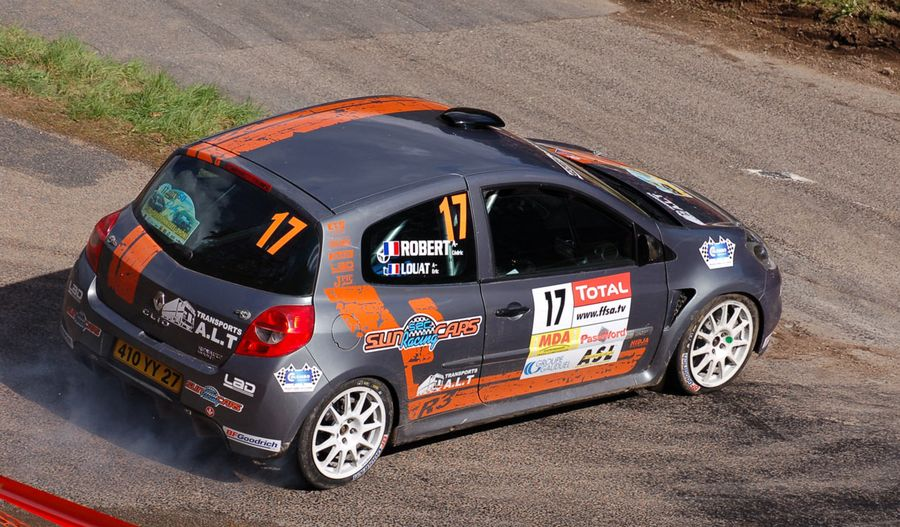
Au volant de sa Clio R3 au Lyon-Charbonnières

Durant l'hiver 2004-2005, Peugeot annonce son retrait des rallyes. Il arrive difficilement à trouver un budget pour disputer le championnat de France sur une Renault Clio S1600 privée. Pendant toute la saison, il sera devant les deux pilotes officiels Renault, ce qui lui vaudra une place dans l'écurie dès 2006. Avec la Clio « usine », il frôle le titre face à Nicolas Vouilloz pourtant mieux armé que lui, mais sa régularité (et son invincibilité en classe A6) lui permet de ramener des points à chaque manche.
En 2007, Cédric Robert étrenne la nouvelle Renault Clio R3 qu'il fait progresser durant l'année. Auto moins rapide que la Super 1600, il doit se contenter de places d'honneur mais continue de se faire remarquer par le public avec son pilotage spectaculaire. Il est considéré par les amateurs de rallye comme un successeur de Jean Ragnotti.

## Palmarès

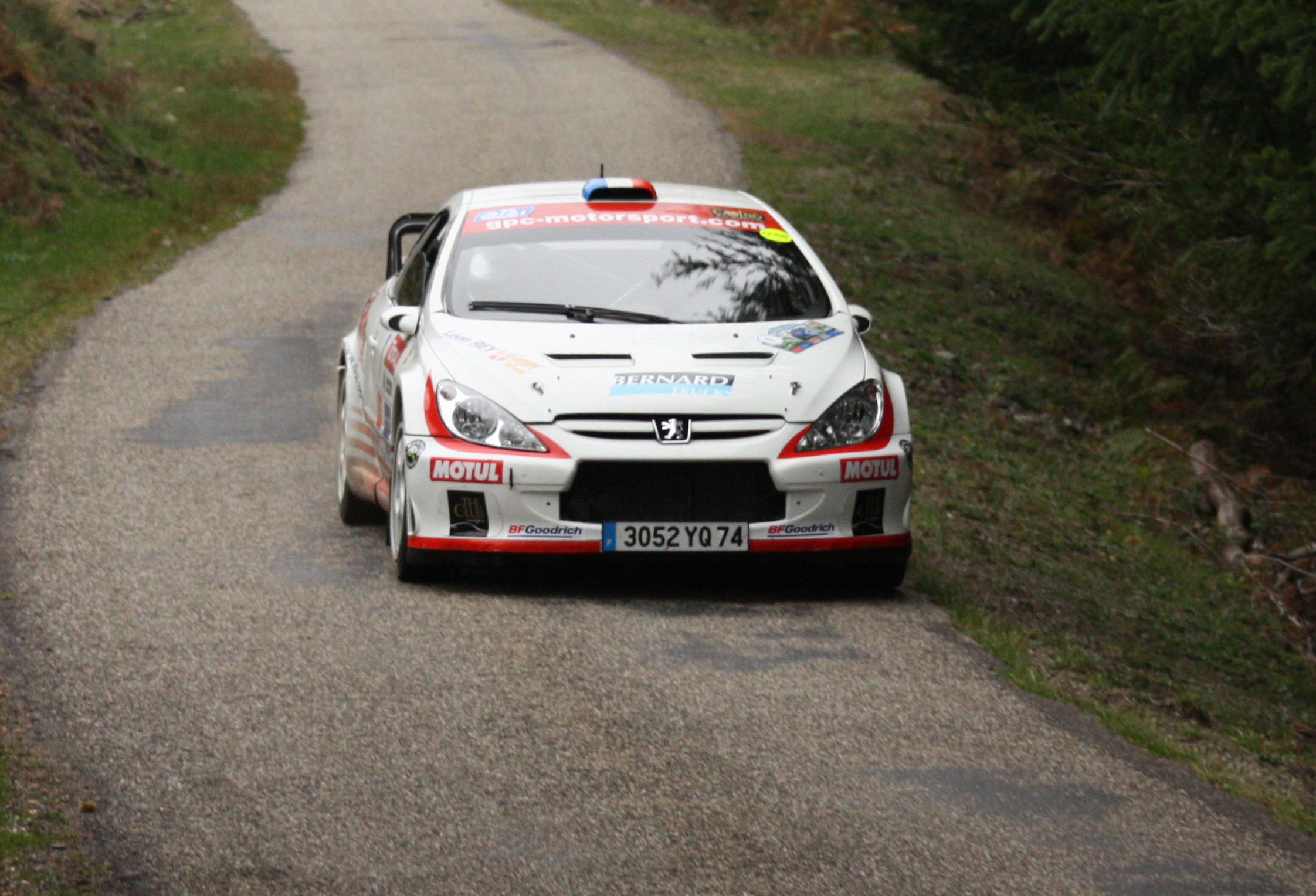
Au volant de sa Peugeot 307 WRC lors du Critérium des Cévennes 2010, manche du Championnat de France des rallyes

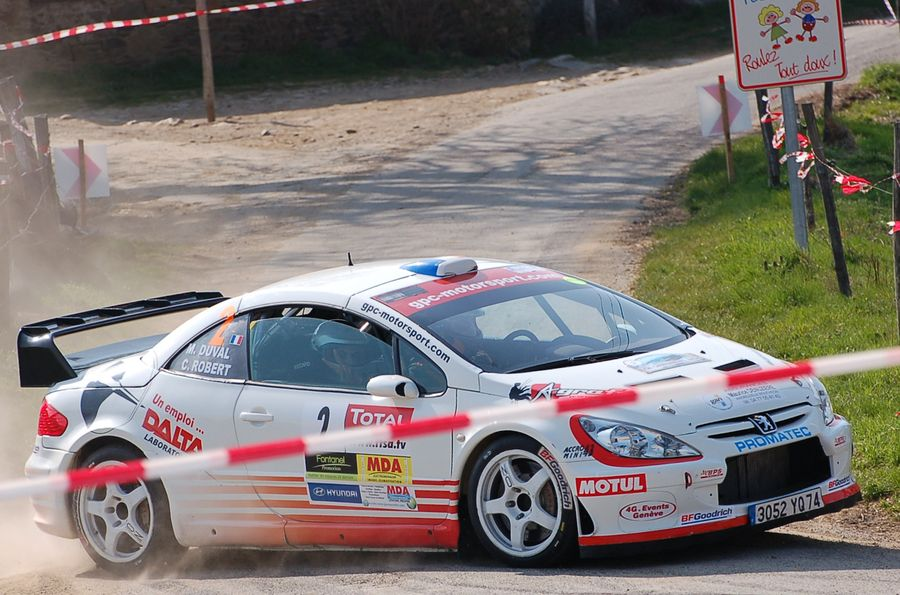
Cédric Robert au Rallye Lyon-Charbonnières en 2010

- 2022 et 2024 - Champion de France asphalte deux roues motrices au volant de l’Alpine A110 Rally RGT[2];
- 2021 - vainqueur du Trophée Michelin (champion de France des rallyes amateur) ex æquo avec Quentin Giordano[4];
- 2019 - vainqueur du Trophée Michelin;
- 2017 - Clio R3T trophy France
- 2014 - Citroën Racing Trophy
- 2013 - Citroën Racing Trophy
- 2012 - 2e du Championnat de France des rallyes sur Peugeot 207 S2000, vainqueur du Rallye du Var;
- 2010 - 2e du Championnat de France des rallyes sur Peugeot 307 WRC et 207 S2000, vainqueur du Rallye Lyon-Charbonnières, du Rallye du Rouergue[5] et du Rallye du Var[6];
- 2010 - Vainqueur du "Grand Challenge"[7];
- 2008 - 9e du Championnat de France des rallyes sur Renault Clio R3;
- 2007 - 6e du Championnat de France des rallyes sur Renault Clio R3;
- 2006 - Vice-Champion de France des rallyes sur Renault Clio S1600;
- 2005 - 5e du Championnat de France des rallyes sur Renault Clio S1600, vainqueur du Rallye d'Antibes;
- 2004 - 5e au Rallye d'Allemagne sur Peugeot 307 WRC, 6e du Championnat de France des rallyes sur Peugeot 206 S1600;
- 2003 - 5 rallyes en Championnat du monde dont une 6e place au Rallye automobile Monte-Carlo sur Peugeot 206 WRC[3], 3e du Championnat de France des rallyes S1600 sur Peugeot 206 S1600;
- 2002 - 7e du Rallye Sanremo sur Peugeot 206 WRC[3], Vice-Champion de France des rallyes « Super 1600 » sur Peugeot 206 S1600;
- 2001 - Championnat JWRC sur Peugeot 206 S1600;
- 2000 - 5e du Championnat de France des rallyes sur Peugeot 106 Maxi;
- 1999 - Championnat de France des rallyes sur Peugeot 306 S16 groupe N;
- 1998 - Vainqueur du volant Peugeot 106 Rallye;
- 1996 - Vainqueur du troféo Fiat Cinquecento Sporting;
- 1992 - débute  au volant sur Simca 1000 Rallye.

Source